# محمد قریب
محمّد قریب (۱۴ تیر ۱۲۸۸ – ۱ بهمن ۱۳۵۳) پزشک ایرانی بود. او از نخستین پزشکان متخصص طب اطفال و بنیان‌گذار دانش نوین پزشکی کودکان در ایران بود. او همچنین از بنیان‌گذاران نخستین بیمارستان تخصصی کودکان در ایران، مرکز طبی کودکان تهران، بود که هم‌اکنون نیز پابرجا است.

## زندگی
محمّد قریب به سالِ ۱۲۸۸ در تهران متولّد شد. پدر و مادر وی متولد روستای گرکان در آشتیان بودند، که به تهران مهاجرت کرده بودند. وی همچنین در خاطرات خود، نوشته‌است که مدتی به دلیل قحطی و شیوع بیماری در تهران به گرکان بازگشته بوده‌اند. او تحصیلات ابتدایی را در دبستان سیروس، و متوسطه را در دارالفنون گذراند، و در سال ۱۳۰۶ خورشیدی، در زمره اولین گروه دانشجویان ایرانی، که برای ادامه تحصیل به فرانسه رفتند، به همراه مهدی بازرگان بود. او در پایان سال اول در شهر رن فرانسه موفق به دریافت جایزه لابراتوار تشریح دانشکده پزشکی شد، و در سال ۱۳۱۴ نخستین ایرانی بود که توانست در کنکور انترنی بیمارستان پاریس پیروز شود.
او در سال ۱۳۱۵ با زهرا قریب، دختر عبدالعظیم قریب ازدواج کرد، و ایران را ترک نمود، و عاقبت در سال ۱۳۱۷ به ایران بازگشت. پس از طی نمودن دوره سربازی در سال ۱۳۱۹ به عنوان دانشیار طب اطفال در دانشگاه به فعالیت علمی و تدریس مشغول گردید. وی ابتدا در بیمارستان رازی به اداره بخش اطفال مشغول شد، و بعد از آن به بیمارستان هزار تختخوابی رفت و در آنجا بخش اطفال را دایر کرد. او در سال ۱۳۱۹ کتاب بیماری‌های کودکان را به چاپ رساند، و در سال ۱۳۳۵ با همکاری حسن اهری آن را با اصلاحات جدید تجدید چاپ نمود.
محمد قریب در سال ۱۳۲۱ موفق به دریافت نشان عالی دولت فرانسه شد، و در سال ۱۳۵۰ به عضویت هیئت مدیره انجمن بین‌المللی بیماری‌های کودکان درآمد. همچنین در آخرین سال‌های عمرش موفق به دریافت نشان درجه اول فرهنگ از وزارت آموزش و پرورش شد.
وی در طول سال‌های فعالیت علمی خود در کنگره‌های مختلف بین‌المللی در کشورهای مختلف، از جمله: فرانسه، آمریکا، کانادا، ژاپن، ترکیه و اتریش دعوت شد، و عضویت چندین مجمع علمی بین‌المللی را برعهده داشت. او نخستین تعویض خون را در ایران انجام داد و از بنیان‌گذاران انتقال خون در ایران بود.
محمد قریب دروس پزشکی را در دانشگاه تهران به دانشجویان رشته پزشکی تدریس کرد.
او در حین فعالیت علمی فعالیت سیاسی و اجتماعی نیز داشت، به گونه‌ای که بارها در کلاس درس از اقدامات محمد رضا شاه پهلوی انتقاد نموده، و پس از واقعه ۲۸ مرداد ۱۳۳۲ نیز پس از امضای یک بیانیه به همراه ۱۰ تن دیگر از اعضای هیئت علمی دانشگاه مانند مهدی بازرگان، یدالله سحابی و نعمت‌الهی به دستور محمدرضا پهلوی از دانشگاه اخراج شد. از دیگر اقدامات او بنیانگذاری و تأسیس اولین بیمارستان تخصصی کودکان یعنی بیمارستان مرکز طبی کودکان به همراه حسن اهری بود، که این اقدام را در زمان بازنشستگی خود انجام داد.

## درگذشت

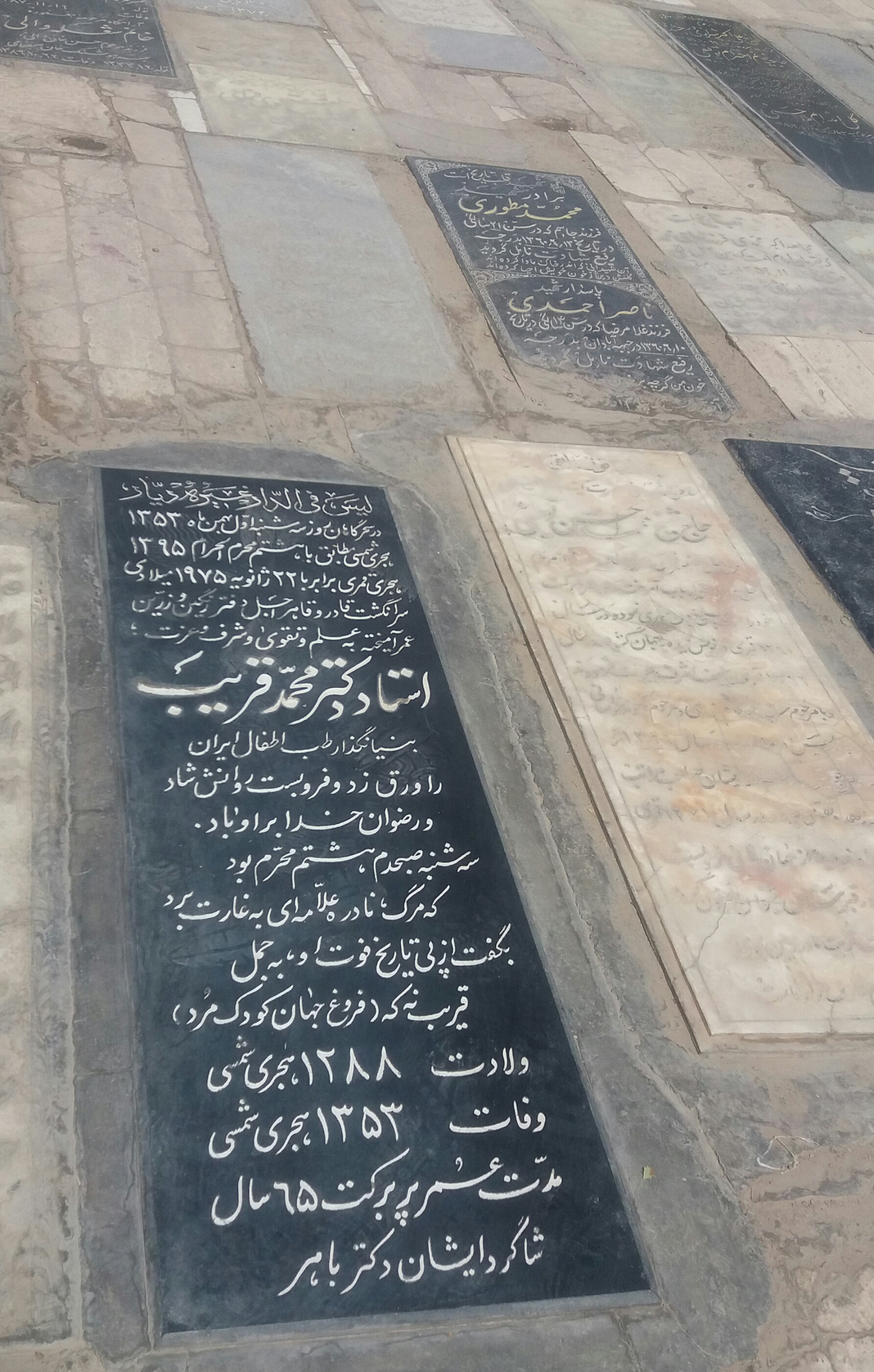
آرامگاه قریب در گورستان شیخان، ۱۳۹۵

قریب در سال ۱۳۵۱ به خون‌ادراری مبتلا شد، که بعدها سرطان مثانه که به شکم متاستاز داده شده تشخیص داده شد، و اقدام‌های درمانی انجام شده در ایران و آمریکا تأثیر چندانی بر بیماری وی نداشت. او به دلیل ضعف بدنی در ۱ بهمن ۱۳۵۳ در بیمارستان مرکز طبی کودکان، محل خدمت خود درگذشت.
او طبق وصیتش، در قبرستان شیخان قم به خاک سپرده شد. برای مراسم تدفین دکتر محمد قریب، محمدرضا شاه پهلوی به همراه خودروهای دربار شخصا پیکر دکتر محمد قریب را از تهران تا قم همراهی کرد، و آیت‌الله سید شهاب الدین مرعشی نجفی نماز میت برای ایشان قرائت نمود.

## آثار و افتخارات
روزگار قریب مجموعه‌ای تلویزیونی است که کیانوش عیاری دربارهٔ زندگی محمد قریب ساخته‌است. طبق گفتهٔ کارگردان، اگرچه او از نظر حیث و منش واقعاً همین‌طور بوده که در فیلم نشان داده‌شده، اما داستان این مجموعه از نظر زندگینامه‌ای به جز در وقایع مهم و کلی، ارتباط چندانی با زندگی واقعی قریب ندارد.
در ۴ آبان ۱۳۹۲، سردیس قریب در پارک فناوری پردیس، تهران نصب شد.
قریب به پاس خدمات علمی خود، نشان دانش از دانشگاه تهران، نشان درجه اول فرهنگ وزارت آموزش و پرورش و لژیون دونور از دولت فرانسه را دریافت کرده‌است.

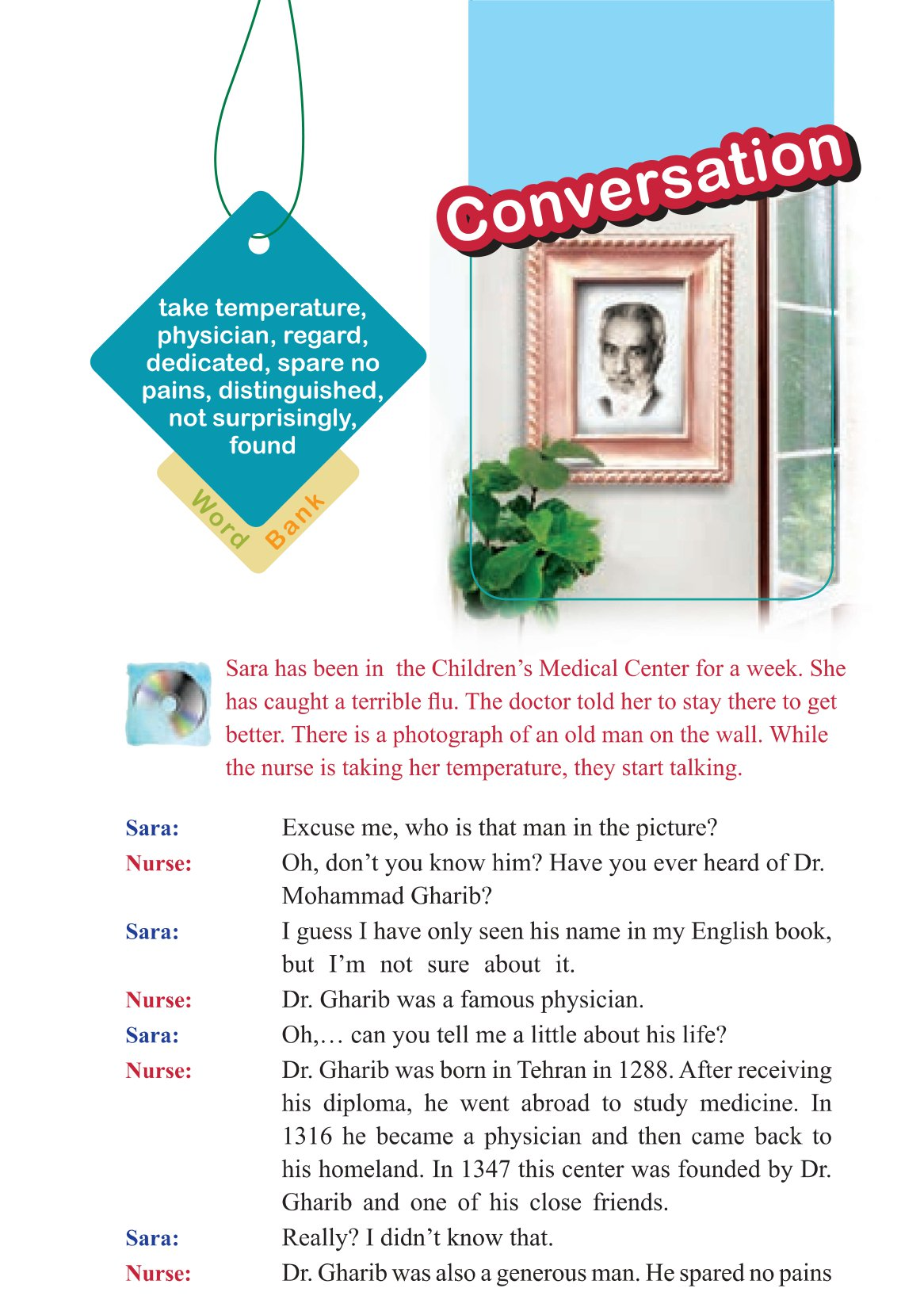
متن مربوط به دکتر قریب در زبان دوازدهم

## زبان دوازدهم
به پاس و یادبودی ایشان در درس یک زبان انگلیسی سال اخر دبیرستان در متنی از خدمات ایشان نام برده شده است